# De Koffieband

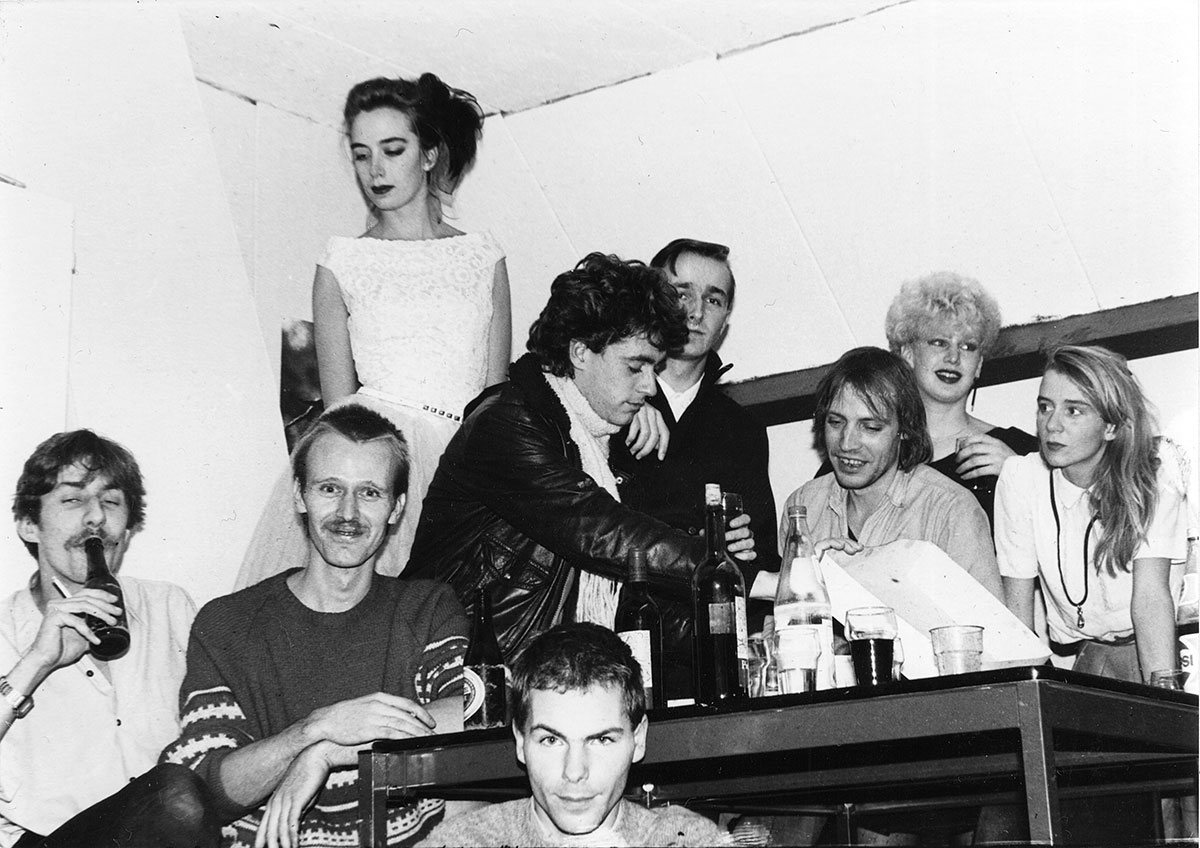
Groepsfoto De Koffieband, Melkweg (Amsterdam)

De Koffieband (voorheen de Op De Koffieband) is een achtkoppige jazz-funkformatie die in 1980 werd opgericht door studenten TeHaTex van de lerarenopleiding Ubbo Emmius in Leeuwarden. De groep combineert een strakke, dansbare beat met experimentele saxofoonpartijen, creatieve gitaarriffs en gewaagde Nederlandstalige teksten. 
In 1983 en 1984 ontwikkelt de band een, niet eenvoudig, maar volstrekt eigenzinnig geluid, door de pers getypeerd als "dansbare, bizarre blaasfunk." (Stic, 1983) en vol van "desoriënterende arrangementen" (Muziekkrant OOR, 1983). De band noemt zijn muziek zelf 'chronisch kakafonisch'. 
In 1984 speelt De Koffieband op het North Sea Jazz Festival in Den Haag. De groep wordt ontbonden in 1986.

## Bandleden
- Willo de Bildt (basgitaar)
- Wigle Visser (drums)
- Petra Everaars (zang)
- Henk de Geus (gitaar)
- Gerard Groenewoud (tenorsaxofoon, trompet)
- Jan-Willem Bonebakker (zang, 1980-1982) (niet op de foto)
- Gertjan Slagter (zang, vanaf 1983)
- Fia de Jong (zang)
- Tilly Buij (altsaxofoon, trompet)

## Discografie
- Braken, 1980 flexidisc in kunstperiodiek Het Bestaan
- Tarzan/Kassa 24, 1981 Top Hole
- Straks, 1983 Sound and Vision

## Hoogtepunten
- 1983 Finale Grote Prijs van Nederland
- 1983 Hotel Suburbia VPRO televisie
- 1984 Bimhuis Amsterdam
- 1984 North Sea Jazz Festival Den Haag.